# 公差与配合
公差与配合是机械和建筑工程中涉及机械零件和建筑构件的制造、装配和互换性的一项重要的基础性标准化科目，属于强制性标准。
它主要规范机械零部件等在制造过程中的误差大小和误差偏移量，以便机械零部件制造者和使用者根据最佳经济性的原则选择合适的误差等级(或公差等级)，以达到其所希望的装配适合程度或互换性范围。
注意，这里的公差([英] tolerance)概念与数字中的公差概念不同，它是机械和建筑工程行业基础标准中所规定的一系列数值范围，给出了与标定值相偏差的（法定）极限容许量。
遵循公差与配合标准的实际意义是，使得由不同制造商提供的例如标定为同一规格的螺栓和螺母，可以不经再加工即可顺利完成装配。